# 叔椒
叔椒（?—?），名不详，春秋时期晋国的大夫。他的祖父是韩献子韩厥，父亲是韩宣子韩起。前537年，楚灵王娶晋国宗女，韩起和羊舌肸（叔向）送亲到楚国。楚灵王想羞辱晋国，表示要以韩起为阍，以羊舌肸为司宫。薳启彊劝谏楚灵王，提到韩氏和羊舌氏：“韩襄为公族大夫，韩须受命而使矣。箕襄、邢带、叔禽、叔椒、子羽，皆大家也。韩赋七邑，皆成县也。羊舌四族，皆强家也”。杜预的《左传注》称叔禽、叔椒、子羽都是韩起的儿子。